# Matthieu Poirier
Vous pouvez aider à l'améliorer ou bien discuter des problèmes sur sa page de discussion.
- Il ne cite pas suffisamment ses sources. Vous pouvez indiquer les passages à sourcer avec {{référence nécessaire}} ou {{Référence souhaitée}}, et inclure les références utiles en les liant aux notes de bas de page. (Marqué depuis juin 2017)
- Il ne s’appuie pas, ou pas assez, sur des sources secondaires ou tertiaires. (Marqué depuis juin 2017)

- Archive Wikiwix
- Bing
- Cairn
- DuckDuckGo
- E. Universalis
- Gallica
- Google
- G. Books
- G. News
- G. Scholar
- Persée
- Qwant
- (zh) Baidu
- (ru) Yandex
- (wd) trouver des œuvres sur Wikidata

Matthieu Poirier, né en 1976, est un historien de l'art et commissaire d'exposition français.
Il a enseigné l'histoire des arts et la théorie des arts à l’École nationale supérieure d'arts de Paris-Cergy.
Il est membre de l’Association internationale des critiques d'art (AICA) et de l'IKT (International Association of Curators of Contemporary Art).
Il a été consultant pour l’art en France du magazine Der Spiegel puis DerSpiegel Online et responsable de la chronique Histoire de l’art du Quotidien de l'art.
Il est membre du comité de sélection du Prix Jean-François Prat et membre du conseil scientifique du Festival Normandie-Impressionniste.

## Biographie
Matthieu Poirier a obtenu son Doctorat en histoire de l'art à l’Université Paris-Sorbonne (Paris IV) avec une thèse intitulée Une abstraction perceptuelle : phénoménologie et seuils de la vision dans l’art optique et cinétique. Son jury était composé de Stephen Bann, Valérie Da Costa, Thierry Dufrêne (Président), Arnauld Pierre et Serge Lemoine.
Matthieu Poirier a enseigné en tant qu'Ater à l’Université Paris-Sorbonne (Paris IV), ainsi qu'à l'École régionale des Beaux Arts à Rouen et à l'École européenne supérieure de l'image à Angoulême. Il a enseigné l'histoire de l'art et la théorie des arts à l'École nationale supérieure des arts décoratifs (Paris) et à l’École nationale supérieure d'arts de Paris-Cergy.
Il a été boursier (en 2001) et chercheur invité (en 2011 et 2012) au Centre allemand d'histoire de l'art (Paris), boursier de la Terra Foundation for American Art (Giverny).
Il a bénéficié de bourses de recherche de Pro Helvetia (2014-2015) et de la Danish Arts Foundation (2016, 2017 et 2018).
En tant que spécialiste des questions liées à l'abstraction dans l'art, il intervient régulièrement dans des conférences et discussions au sein d'institutions et de centres d'art,,,. Il a notamment été interviewé pour le magazine en ligne Artterritory en septembre 2023.

## Commissariats d'exposition
Il a été le commissaire des expositions : 
- Vertigo. Phénomènes naturels et visuels dans l’abstraction depuis 1950, Fondation Carmignac, (Villa Carmignac, Porquerolles, France, 26 avril - 2 novembre 2025)
- Lynn Chadwick. Hypercycle. Chapitre I: Scalène (1947-1962), (Centre des monuments nationaux-Hôtel de Sully[10] et Galerie Perrotin, Paris, octobre-novembre 2024).
- Chu Teh-Chun. In Nebula (Fondazione Giorgio Cini, avril-juin 2024)[11],
- Daniel Buren & Michelangelo Pistoletto (Palais d'Iéna, octobre 2023)[12],
- Occhio in Giocco (Palazzo del Monte di Pietà, 2022-2023)[13], conseiller scientifique,
- Sous le motif. Les structures de l'abstraction. 1952-2022 (Collection Société Générale, Puteaux, juin 2022 à mars 2023)[14]
- Lucia Koch. Double Trouble [15],[16](Palais d'Iena[17], Paris, octobre 2022)[18]
- Antonio Asis. Mind Particles - Works from 1960 to 2019 (Galerie Simões de Asis, Saõ Paulo - juil à juillet 2022)[19]
- Philippe Decrauzat. Circulation[20] (Galerie Nara Roesler, Saõ Paulo et Rio de Janeiro, Brésil - avril à juin 2019)
- Suspension - Une histoire aérienne de la sculpture abstraite 1918 - 2018 (Palais d'Iena, Paris, et Galerie Olivier Malingue, Londres, octobre à décembre 2018)[21],[22] Revue de presse[23]
- The Brutal Play (Fondation CAB[24], Bruxelles, mars à mai 2018)
- Hans Hartung. A Constant Storm. Works from 1922 to 1989 (Galerie Perrotin, New York, janvier 2018)[25]
- Artur Lescher. Porticus[26],[27],[28] (Palais d'Iéna, octobre 2017)
- Sobrino. Modus Operandi (Galerie Mitterrand, Paris, 2017)[29]
- Véra Pagava. Corps célestes[30],[31] (Galeries Jeanne Bucher et Le Minotaure, Paris, 2016)
- Cruz-Diez. Un être flottant[32],[33] (Palais d'Iéna et Galerie Mitterrand, Paris 2016)
- Mack. Spectrum, 1950-2016 (Galerie Perrotin, Paris, 2016)[34]
- Eye attack (Louisiana Museum, Humlebaek, 2015)[35] , conseiller scientifique,
- Soto. Une rétrospective (Musée Soulages, Rodez, 2015)[36]
- Kazuko Miyamoto[37] (Circuit Centre d'art, Lausanne, 2015)
- Soto. Chronochrome[38],[39] (Galerie Perrotin, Paris et New York, 2015)
- Post-Op[40] (Galerie Perrotin, Paris, 2014)[41]
- Spectres. Abstração e Fantasmas (Roesler Hotel, Sao Paulo, 2014)[42]
- Dynamo : Un siècle de lumière et de mouvement dans l'art - 1913-2013[43],[44] (Galeries nationales du Grand Palais, 2013)
- Julio Le Parc (Palais de Tokyo, 2013)[45], conseiller scientifique,
- Le monochrome sous tension[46] - (Galerie Tornabuoni, janvier - mars 2011)
- Landscope. Le paysage et le dessin contemporain[47] (Galerie Thaddaeus Ropac, Paris et Salzbourg, 11 juin - 26 juillet 2008)[48].

## Publications
- Chu Teh-Chun. In Nebula, Éditions Gallimard, 2023[49].
- Fleeting Elements, in. cat. expo. Hot Pink Turquoise, Louisiana Museum, Humlebaek, 2020[50].
- Préambule et l'Ascèse et le vertige in. Sobrino (Editions Dilecta, 2019)[51]
- Suspension - Une histoire aérienne de la sculpture abstraite 1918-2018 (Olivier Malingue Ltd et Skira Paris, octobre 2018)[52]
- Easy Heavy : l’abstraction slapstick de Claudia Comte (JRP Ringier / Kunstmuseum Lucerne)[53]
- Hans Hartung. Un orage constant, Editions Perrotin, Paris, 2018, 312 p[54].
- Vera Pagava. Corps célestes, cat. expo., galeries Jeanne Bucher, Le Minotaure et Alain Le Gaillard, Paris, 2016[55].
- Déconstruction, in. Stéphane Couturier, éditions Xavier Barral, Paris, 2016, p. 17-25[56].
- Mack. Spectrum, cat . expo., Galerie Perrotin, Paris, 2016[57].
- Soto. Chronochrome, cat . expo., Galerie Perrotin, Paris, 2016[58].
- Perception, in cat. expo. Eye attack[59], Louisiana Museum, Humlebaek, 2016.
- Stéphane Couturier (avec F. Cheval, Musée Nicéphore Niépce, Éditions Xavier Barral, Paris, 2016)[60]
- Soto. Une rétrospective, Musée Soulages, Rodez, 2015[61].
- Bewegung/Mouvement (Deutscher Kunstverlag, 2015)[62]
- Co-direction scientifique du catalogue de l’exposition « Dynamo. Un siècle de lumière et de mouvement dans l’art. 1913-2013 », Éditions de la Réunion des Musées nationaux-Grand Palais, Paris, 2013, 360 p, repris dans le dossier d'Encyclopædia Universalis consacré à l'art cinétique[63].
- Sobrino, Tours et alentours, cat. expo. Galerie Jousse, Paris, 2013.
- Julio Le Parc. Soleil froid, cat. de l’expo magazine Palais, no 17, printemps 2013, p. 8-27[64].
- Immersion (Musée de Valence)[65].
- Julio Le Parc. L’œil du cyclope, cat. expo., Galerie Bugada & Cargnel, Paris, 2011, 12 p.
- Les Excitables de Sérvulo Esmeraldo, cat. expo. São Paulo, Pinacoteca do Estado, 2011, p. 118-140.
- L’absent le plus en vue. Le spectre de la peinture chez James Turrell, Immersions, cat. expo. (sous la dir. de Dorothée Deyriès-Henry), Musée de Valence, Valence, 2011, p. 36-52.
- Attentate auf den Sehnerv, « Afterimage » und andere Wahrnehmungstörungen in der Kunst der sechziger Jahre (Attentats contre le nerf optique, « Afterimage » et autres dérèglements perceptuels dans l’art des années 1960), Nachbilder. Das Gedächtnis des Auges in der Kunst (sous la dir. de Werner Busch et de Carolin Meister), Diaphanes Verlag, Zurich, 2011, p. 95-106.
- L’inimaginable image : l’œuvre de François Morellet dans les années 1960, François Morellet. Réinstallations, cat. expo. (sous la dir. de Serge Lemoine et d’Alfred Pacquement), Musée national d’art moderne-Centre Georges Pompidou, Paris, 2011, p. 140-147 et 251-253.
- Chefs-d’œuvre ? (sous la dir. de Laurent Le Bon), cat. expo., Centre Pompidou-Metz, Metz, 2010[66].
- Les Excitables d’Esmeraldo ou le cinétisme en vivarium, Sérvulo Esmeraldo, cat. expo. Paris, Maison européenne de la photographie, 2010, p. 20-25, 49-54.
- « Hyper-Optical and Kinetic Stimulation, "Happenings" and Films in France », Summer of Love : Psychedelic Art, Social Crisis and Counterculture in the 1960s, édité par Christoph Grunenberg et Jonathan Harris, Liverpool, Liverpool University Press et Tate Liverpool, 2005, p. 281-302[67].